# Хаус, Артур Максвелл
Артур Максвелл Хаус (англ. Arthur Maxwell House; 10 августа 1926, Гловертаун, Ньюфаундленд — 17 октября 2013, Сент-Джонс, Ньюфаундленд и Лабрадор, Канада) — канадский политик, лейтенант-губернатор провинции Ньюфаундленд и Лабрадор (1997—2002). Офицер Ордена Канады (2005).

## Биография
Хаус родился и вырос в городе Гловертаун, Ньюфаундленд. Его родителями были Артур Джеймс Хаус и Эллен Джейн Хаус (урождённая Блэквуд). В 1943 году он уехал учиться в университетский колледж Мемориал в Сент-Джонсе, в 1947 году он продолжил обучение в университете Далузи и окончил медицинскую школу в 1952 году. Следующие два года Хаус работал семейным врачом в Baie Verte, а потом продолжил своё образование, выбрав в качестве специализации сначала психиатрию, которой занимался с 1954 по 1956 год в госпитале Уотерфорд в Сент-Джоне, а потом неврологию, которой занимался с 1956 по 1959 год в Монреальском неврологическом институте (университет Макгилла). Позднее, в феврале-июне 1965 года Хаус проходил ещё одну практику по неврологии, в национальном госпитале Лондона, Англия.
В 1959 году он вернулся к медицинской практике в Сент-Джонсе, оставаясь единственным неврологом провинции до 1966 года. А с 1966 по 1974 год Хаус был директором по кадрам в общей больнице Сент-Джонса. Хаус основал медицинскую школу университета Мемориал и проработал в ней 30 лет. В 1976 году он запустил программу по телемедицине, которая позволяла предоставлять медицинские услуги в отдалённые поселения, и руководил ей до 1996 года. В 1993 году он ушёл на пенсию с активной работы в медицинской школе, но продолжил свои консультации и исследования по телемедицине до 1997 года.
5 февраля 1997 года Хаус был назначен лейтенант-губернатором провинции Ньюфаундленд и Лабрадор. Особое внимание на этом посту Хаус уделял детской бедности, образовательным программам, экономике и культуре провинции. В ноябре 2002 года на посту его сменил Эдвард Робертс. Во время работы Хауса был создан веб-сайт лейтенант-губернатора.
В 1989 году Хаус стал членом ордена Канады, а в 2004 году — офицером ордена, Всемирная организация здравоохранения назвала его в 2001 году международным пионером в области телемедицины.
Во время учёбы в университете Далузи Хаус познакомился с Мэри Дженнетт Кристи из Уинсора (Новая Шотландия), на которой женился в 1952 году. У них было трое детей: Розмари, Кристофер и Питер. 17 октября 2013 года доктор Хаус скончался.